# Хольдман, Анни
Анна Элла Амали (Анни) Хольдман (нем. Anna Ella Amalie "Anni" Holdmann; 28 января 1900, Гамбург — 2 ноября 1960, Гамбург), в замужестве Вирт (нем. Wierth) — немецкая легкоатлетка, специалистка по бегу на короткие дистанции. Выступала за сборную Германии по лёгкой атлетике в конце 1920-х годов, бронзовая призёрка летних Олимпийских игр в Амстердаме, обладательница серебряной медали немецкого национального первенства, рекордсменка мира.

## Биография
Анни Хольдман родилась 28 января 1900 года в Гамбурге, Германская империя.
Занималась лёгкой атлетикой в гамбургской гимнастической ассоциации HTB 62.
Активно выступала на различных соревнованиях с начала 1920-х годов. Так, в 1924 году в Гамбурге бежала 100 метров за 13 секунд, в 1925 году в Хамельне показала результат 12,5 секунды, в 1926 году в Дюссельдорфе преодолела дистанцию за 12,4 секунды. В августе 1927 года на соревнованиях в Берлине установила новый личный рекорд в данной дисциплине, показав время 12,3 секунды.
Наибольшего успеха как спортсменка добилась в сезоне 1928 года, когда выиграла серебряную медаль в беге на 100 метров в зачёте чемпионата Германии, вошла в состав немецкой национальной сборной и удостоилась права защищать честь страны на летних Олимпийских играх в Амстердаме. В индивидуальной 100-метровой дисциплине благополучно преодолела предварительный квалификационный этап, с результатом в 13 секунд заняв первое место в своей группе, однако на стадии полуфиналов финишировала лишь четвёртой и выбыла из дальнейшей борьбы за медали. В программе эстафеты 4 × 100 метров вместе с партнёршами по команде Розой Келльнер, Лени Шмидт и Лени Юнкер со второго места прошла в финал, повторив свой установленный ранее мировой рекорд (49,8 секунды), тогда как в решающем финальном забеге с результатом в 49 секунд заняла третье место и получила бронзовую олимпийскую медаль, уступив командам из Канады и Соединённых Штатов
Помимо занятий спортом работала на скотоводческой ферме.
Впоследствии вышла замуж и сменила фамилию на Вирт.
Умерла 2 ноября 1960 года в Гамбурге в возрасте 60 лет.